# Lista över datorspel med Lego-tema
Detta är en lista över datorspel med Lego-tema.
| Utgivet | Titel                                            | Plattform                 | Plattform                                                              | Plattform                                           | Plattform    | Källor |
| Utgivet | Titel                                            | Dator                     | Spelkonsol                                                             | Bärbara                                             | Mobiltelefon | Källor |
| ------- | ------------------------------------------------ | ------------------------- | ---------------------------------------------------------------------- | --------------------------------------------------- | ------------ | ------ |
| 1997    | Lego Island                                      | Microsoft Windows         | —                                                                      | —                                                   | —            |        |
| 1998    | Lego Chess                                       | Microsoft Windows         | —                                                                      | —                                                   | —            |        |
| 1998    | Lego Creator                                     | Microsoft Windows         | —                                                                      | —                                                   | —            |        |
| 1998    | Lego Loco                                        | Microsoft Windows         | —                                                                      | —                                                   | —            |        |
| 1999    | Lego Racers                                      | Microsoft Windows         | Nintendo 64, Playstation                                               | Game Boy Color                                      | —            |        |
| 1999    | Lego Rock Raiders                                | Microsoft Windows         | Playstation                                                            | —                                                   | —            |        |
| 2000    | Lego Creator: Knights Kingdom                    | Microsoft Windows         | —                                                                      | —                                                   | —            |        |
| 2000    | Legoland                                         | Microsoft Windows         | —                                                                      | —                                                   | —            |        |
| 2000    | Lego Stunt Rally                                 | Microsoft Windows         | —                                                                      | Game Boy Color                                      | —            |        |
| 2001    | Lego Creator: Harry Potter                       | Microsoft Windows         | —                                                                      | —                                                   | —            |        |
| 2001    | Lego Racers 2                                    | Microsoft Windows         | Playstation 2                                                          | Game Boy Advance                                    | —            |        |
| 2001    | Lego Island 2: The Brickster's Revenge           | Microsoft Windows         | Playstation                                                            | Game Boy Advance, Game Boy Color                    | —            |        |
| 2001    | Lego Bionicle: Quest for the Toa                 | —                         | —                                                                      | Game Boy Advance                                    | —            |        |
| 2002    | Creator: Harry Potter and the Chamber of Secrets | Microsoft Windows         | —                                                                      | —                                                   | —            |        |
| 2002    | Drome Racers                                     | Microsoft Windows         | GameCube, Playstation 2                                                | Game Boy Advance                                    | —            |        |
| 2002    | Football Mania                                   | Microsoft Windows         | Playstation 2                                                          | Game Boy Advance                                    | —            |        |
| 2002    | Island Xtreme Stunts                             | Microsoft Windows         | Playstation 2                                                          | Game Boy Advance                                    | —            |        |
| 2003    | Bionicle: The Game                               | Mac OS, Microsoft Windows | GameCube, Playstation 2, Xbox                                          | Game Boy Advance                                    | —            |        |
| 2004    | Lego Knights' Kingdom                            | —                         | —                                                                      | Game Boy Advance                                    | —            |        |
| 2005    | Lego Star Wars: The Video Game                   | Mac OS, Microsoft Windows | GameCube, Playstation 2, Xbox                                          | Game Boy Advance                                    | J2ME         |        |
| 2005    | Bionicle: Maze of Shadows                        | —                         | —                                                                      | Game Boy Advance                                    | —            |        |
| 2006    | Bionicle Heroes                                  | Microsoft Windows         | GameCube, Playstation 2, Wii, Xbox 360                                 | Game Boy Advance                                    | J2ME         |        |
| 2006    | Lego Star Wars II: The Original Trilogy          | Mac OS, Microsoft Windows | GameCube, Playstation 2, Xbox, Xbox 360                                | Game Boy Advance, Nintendo DS, Playstation Portable | J2ME         |        |
| 2007    | Lego Star Wars: The Complete Saga                | Mac OS, Microsoft Windows | Playstation 3, Wii, Xbox 360                                           | Nintendo DS                                         | Android, IOS |        |
| 2008    | Lego Batman: The Video Game                      | Mac OS, Microsoft Windows | Playstation 2, Playstation 3, Wii, Xbox 360                            | Nintendo DS, Playstation Portable                   | J2ME         |        |
| 2008    | Lego Indiana Jones: The Original Adventures      | Mac OS, Microsoft Windows | Playstation 2, Playstation 3, Wii, Xbox 360                            | Nintendo DS, Playstation Portable                   | J2ME         |        |
| 2009    | Lego Indiana Jones 2: The Adventure Continues    | Mac OS, Microsoft Windows | Playstation 3, Wii, Xbox 360                                           | Nintendo DS, Playstation Portable                   | —            |        |
| 2009    | Lego Rock Band                                   | —                         | Playstation 3, Wii, Xbox 360                                           | Nintendo DS                                         | —            |        |
| 2009    | Lego Battles                                     | —                         | —                                                                      | Nintendo DS                                         | —            |        |
| 2010    | Lego Universe                                    | Mac OS, Microsoft Windows | —                                                                      | —                                                   | —            |        |
| 2010    | Lego Harry Potter: Years 1-4                     | Mac OS, Microsoft Windows | Nintendo Switch, PlayStation 3, PlayStation 4, Wii, Xbox 360, Xbox One | Nintendo DS, Playstation Portable                   | Android, IOS |        |
| 2011    | Lego Battles: Ninjago                            | —                         | —                                                                      | Nintendo DS                                         | —            |        |
| 2011    | Lego Star Wars III: The Clone Wars               | Mac OS, Microsoft Windows | PlayStation 3, Wii, Xbox 360                                           | Nintendo 3DS, Nintendo DS, Playstation Portable     | —            |        |
| 2011    | Lego Pirates of the Caribbean: The Video Game    | Mac OS, Microsoft Windows | PlayStation 3, Wii, Xbox 360                                           | Nintendo 3DS, Nintendo DS, Playstation Portable     | —            |        |
| 2012    | Lego Hero Factory                                | —                         | —                                                                      | —                                                   | Android, IOS |        |